# 阿伯丁湖
64°27′N 99°00′W / 64.450°N 99.000°W

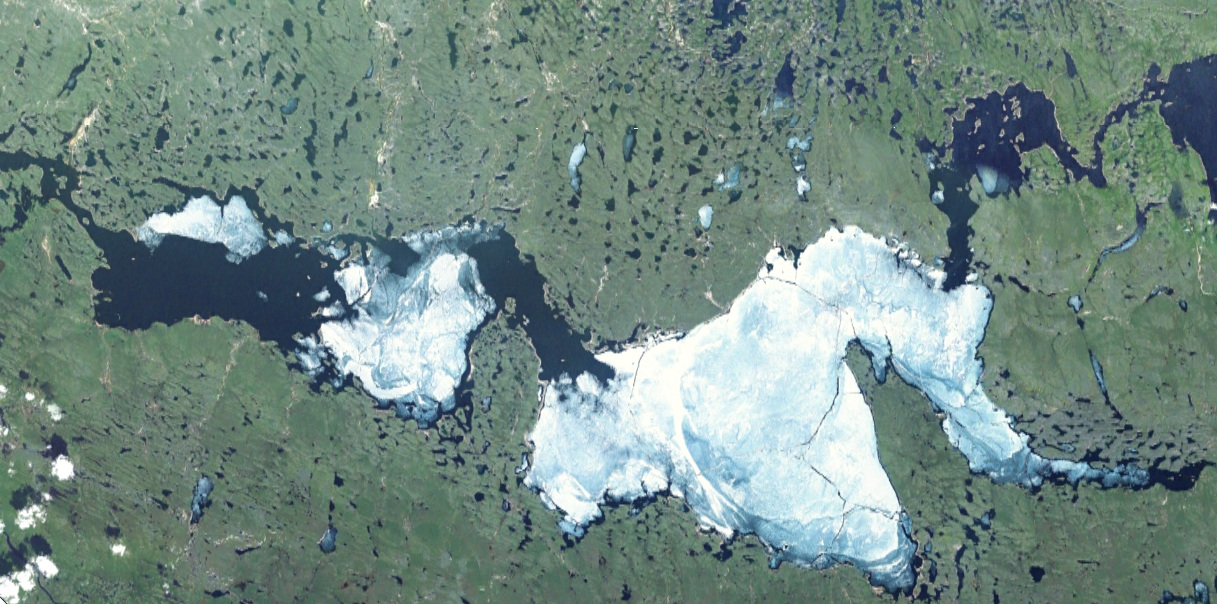

阿伯丁湖是加拿大的湖泊，位於該國北部，由努納武特基瓦里奇地區負責管轄，長90公里、寬30公里，面積1,095平方公里，島嶼面積5平方公里，海拔高度80米。